# تروریسم چپ‌گرا
تروریسم چپ‌گرا (انگلیسی: Left-wing terrorism)؛ (گاهی اوقات تروریسم انقلابی / چپ گرایانه نامیده می‌شود) تروریسمی است که هدف آن سرنگونی سیستم‌های محافظه کارانه یا سرمایه داری است و می‌خواهند آن‌ها را با جوامع مارکسیست-لنینیست، دولت سوسیالیستی یا آنارشیست جایگزین کنند. تروریسم چپ گرایانه نیز در داخل دولت‌های سوسیالیستی به مثابه فعال بودن علیه حکومت کنونی رخ می‌دهد.

## ایدئولوژی
ایدئولوژی تروریست‌های چپ تحت تأثیر مارکسیست، استالینیسم، و دیگر شیوه‌های کمونیست و سوسیالیست است. ناردونیا ولیا، یک گروه تروریستی در قرن نوزدهم بود که در سال ۱۸۸۱ الکساندر دوم روسیه را کشت، و با این عمل یک کار تبلیغی گسترده انجام داد.
به گفته سارا برکخوف، تیم کریگر و دانیل مایریکس، تروریسم چپ دارای انگیزه ایدئولوژیک است، در حالی که تروریسم ناسیونالیست-جدایی طلب دارای انگیزه قومی است. آن‌ها استدلال می‌کنند که اهداف انقلابی تروریسم چپ، غیرقابل مذاکره است، در حالی که تروریست‌های ملی‌گرا تمایل به مذاکره دارند. غیرقابل مذاکره بودن خواسته‌های تروریست‌های چپ‌گرا، ممکن است دلیل عدم پشتیبانی گروه‌های ملی‌گرا از آن‌ها باشد. با این وجود، بسیاری از چپ‌های انقلابی همبستگی خود را با گروه‌های آزادی طلب ملی، مانند ملی گرایان ایرلند، سازمان آزادی‌بخش فلسطین و توپاماروهایجنوبی نشان دادند، و آن‌ها را درگیر مبارزه جهانی علیه سرمایه‌داری قرار دادند. از آنجایی که احساسات ملی گرایانه از لحاظ اقتصادی تقویت شده‌است، برخی از جنبش‌های جدایی طلب، ازجمله باسک- اتا، ارتش موقت جمهوریخواه ایرلند و ارتش آزادیبخش ایرلند، ایدئولوژی کمونیست و سوسیالیست را در سیاست‌های خود قرار دادند.

## تاریخچه
تروریسم چپ در ریشه‌های آنارشیست در قرن نوزدهم و اوایل قرن بیستم ریشه دارد و در طول جنگ سرد اعلام شد.تروریسم چپگرای مدرن در زمینه ناآرامی سیاسی سال ۱۹۶۸ شکل گرفت. در اروپای غربی، گروه‌های برجسته شامل فراکسیون ارتش سرخ آلمان (RAF)، بریگاد سرخ، عمل مستقیم فرانسه (AD) و سلول‌های مبارزه کمونیست بلژیکی (CCC). گروه‌های آسیایی شامل ارتش سرخ ژاپن و ببرهای تامیل بودند. در آمریکای لاتین، گروه‌هایی که در دهه‌های ۱۹۷۰ و ۱۹۸۰ فعالانه درگیر تروریسم بودند شامل، جبهه آزادی‌بخش ملی ساندینیستای نیکاراگوئه، مسیر درخشان پرو، و جنبش ۱۹ آوریل کلمبیا می‌شد.

### کانادا
جبهه دموکراتیک کوبه یک گروه مارکسیستی-لنینیستی بود که در دهه ۶۰ و ۷۰ در کانادا فعالیت می‌کرد و قیام سوسیالیستی کبک را ایجاد کرد. آن‌ها برای بیش از ۱۶۰ بمبگذاری و سایر حوادث خشونت‌آمیز هشت نفر را کشتند و مسؤل آدم‌ربایی سیاستمدار کبک، پیر لارورت در سال ۱۹۷۰، شناخته شدند.

### ایالات متحده
گروه‌های تروریستی پیشرفته چپ در ایالات متحده از بقایای زیرزمینی و عناصر افراطی دانش آموزان برای یک جامعه دموکراتیک شکل گرفته‌اند. بین سال‌های ۱۹۷۳ و ۱۹۷۵، ارتش آزادیبخش سمبیون که فعال بود، مرتکب سرقت بانک، دو قتل عمد و سایر اعمال خشونت‌آمیز شد. مهمتر از همه، گروه پتی هرست، ماتریس را ربوده‌است. در طول دهه ۱۹۸۰، هر دو سازمان کمونیستی ۱۹ مه (M19CO) و جبهه آزاد اتحادیه کوچک فعال بودند. یک مطالعه سال ۲۰۰۱ نشان داد «افراط گرایان چپ مسئول سه چهارم اقدامات رسمی تروریستی در آمریکا در دهه ۱۹۸۰ بوده‌اند.» پس از ۱۹۸۵، بعد از دور خارج شدن هر دو گروه، یک منبع گزارش داد که هیچ اقدام تأیید شده از سوی تروریسم بال چپ، یا گروه‌های مشابه نشد.
حوادث تروریسم چپ در پایان جنگ سرد (حدود ۱۹۸۹)، تا حدی ناشی از فقدان حمایت از کمونیسم بود.

### آمریکای لاتین
استیفن M. آدری، جبهه آزادی‌بخش ملی ساندینیستا، مسیر درخشان، جنبش ۱۹ آوریل و نیروهای مسلح انقلابی کلمبیا (FARC) را به عنوان سازمان‌های اصلی درگیر در تروریسم چپ در آمریکای لاتین در دهه‌های ۱۹۷۰ و ۱۹۸۰ توصیف می‌کند. این سازمان‌ها با دولت ایالات متحده مخالفت کردند و حمایت محلی را به دست آوردند و همچنین از سوی اتحاد جماهیر شوروی و کوبا پشتیبانی دریافت کردند.

#### فارک
نیروهای مسلح انقلابی کلمبیا، فارک (FARC) یک سازمان مارکسیستی-لنینیستی در کلمبیا است که در بمب‌گذاری خودروها، بمب‌های سیلندر گاز، کشتار، مین‌های زمینی، آدم‌ربایی، اخاذی، ربودن، و همچنین عملیات چریکی و نظامی متعارف مشغول‌اند. وزارت امورخارجه ایالات متحده مانند اتحادیه اروپا گروه FARC-EP را در فهرست سازمان‌های تروریستی خارجی قرار داده‌است. این گروه به‌طور عمده از طریق اخاذی، آدم‌ربایی و مشارکت در تجارت غیرقانونی مواد مخدر سرمایه‌گذاری می‌کند. بسیاری از جبهه‌های آن‌ها نیروهای تازه و غیرقانونی را به زور جذب می‌کنند، شرکت‌های فعال در مناطق روستایی، از جمله صنایع کشاورزی، نفت و معادن را مجبور به پرداخت مواجب (پرداخت ماهانه) می‌کنند تا آن‌ها را از حملات و آدم‌ربایی‌های بعدی محافظت کنند. منبع درآمد اضافی، حتی کمتر سودآور، مسدود کردن بزرگراه‌ها است که در آن چریک‌ها، رانندگان و اتوبوس را متوقف کرده و جواهرات و پول آن‌ها را مصادره می‌کنند. تخمین زده می‌شود ۲۰ تا ۳۰ درصد از مبارزان FARC زیر ۱۸ سال سن دارند و تعداد آن‌ها تا سن ۱۲ سالگی حدود ۵۰۰۰ کودک است. کودکانی که سعی در فرار از صفوف چریک‌ها را دارند با شکنجه و مرگ مجازات می‌شوند.

#### سازمان اردوی ملی ۱۹ مه
سازمان کمونیست ۱۹ مه که همچنین به عنوان ائتلاف کمونیست ۱۹ مه نامگذاری شد، یک سازمان انقلابی در ایالات متحده بود که اعضای آن متشکل از «آب و هوای زیرزمینی» و «ارتش آزادیبخش سیاه» تشکیل شد.
نام M19CO از روز تولد هوشی مین و مالکوم ایکس گرفته شد. سازمان کمونیست ۱۹ مه از سال ۱۹۷۸ تا ۱۹۸۵ فعال بود. همچنین شامل حزب پلنگ سیاه و جمهوری آفریقای جدید (RNA) بود. براساس گزارش سال ۲۰۰۱ ایالات متحده، اتحاد بین «آب و هوای زیرزمینی» و «ارتش آزادیبخش سیاه» سه هدف داشت: آزادی زندانیان سیاسی از زندان‌های ایالات متحده؛ کسب سرمایه مناسب (از طریق سرقت‌های مسلحانه) برای تأمین هزینه‌های عملیات خود؛ و آغاز یک سری از بمبگذاری‌ها و حملات تروریستی علیه ایالات متحده.

#### مسیر درخشان
حزب کمونیست پرو، که بیشتر به عنوان مسیر درخشان شناخته می‌شود (Sendero Luminoso)، یک سازمان چریکی مائوئیست است که در سال ۱۹۸۰ درگیری‌های داخلی در پرو را آغاز کرد. به خاطر شدت خشونت علیه خرده‌دهقان‌پیشه، سازمان دهندگان اتحادیه‌های کارگری، توسط مقامات منتخب و عموم مردم غیرنظامی به شدت محکوم شد. مسیر درخشان در فهرست سازمان‌های تروریستی خارجی وزارت خارجه ایالات متحده قرار دارد. پرو، اتحادیه اروپا، و کانادا نیز مسیر درخشان را به عنوان یک گروه تروریستی قلمداد می‌کنند.

### آسیا
استفان م. آدری، ارتش سرخ ژاپن و سازمان آزادیبخش ببرهای تامیل (LTTE) را به عنوان سازمان‌های تروریستی اصلی چپ در آسیا توصیف می‌کند، گرچه اشاره می‌کند که ببرهای تامیل بعداً تبدیل به یک سازمان تروریستی ملی‌گرا شد.

#### حزب کمونیست هند (مائوئیست) و نکسالیت
گروه‌های مسلح ناکزال در قسمت‌های وسیعی از مناطق روستایی مرکزی و شرقی هند فعالیت می‌کنند. برجسته‌ترین گروهی که از استراتژی جنگ خلقی مائوئیسم حمایت می‌کند، حزب کمونیست هند (مائوئیست) است که از طریق ادغام دو سازمان پیشین ناکزالی، گروه جنگ خلقی و گروه کمونیست مائوئیست هند (MCC) تشکیل شده‌است. جنبش‌های ناکزالی مسلح بزرگترین تهدید امنیتی داخلی در هند محسوب می‌شوند. ستیزه‌جویان ناکزالیست در حملات تروریستی متعدد و نقض حقوق بشر در کریدور قرمز هند مشارکت داشته‌اند. مقاله مجله فرونت لاین (Frontline) به نام بهامراگاد تالوکا (Bhamragad Taluka)، که در آن مدیا گوند آدیواسیس (Madia Gond Adivasis) زندگی می‌کند، قلب منطقه آسیب دیده ناخالیت در مهاراشترا است.

#### حزب کمونیست نپال (مائوئیست)
حزب کمونیست نپال (مائوئیست) مسئول صدها حمله به اهداف دولتی و غیرنظامی بوده‌است.
پس از اینکه جناح مائوئیستی جبهه متحد نپال (UPF)، بنام CPN-M در انتخابات ضعیف عمل کرد و از انتخابات ۱۹۴ محروم شد، مائوئیست‌ها به شورشیان تبدیل شدند. آن‌ها با هدف سرنگونی سلطنت نپال و دموکراسی پارلمانی و تغییر جامعه نپال، از جمله پاکسازی طبقه نخبگان ملت، پذیرش دولت از صنعت خصوصی و جمع‌آوری کشاورزی بود.
در نپال، حملات علیه غیرنظامیان به عنوان بخشی از استراتژی مائوئیست رخ داد، که عفو بین‌الملل را به عهده داشت:
CPN (مائوئیست) دائماً مدارس خصوصی را هدف قرار داده‌است. در ۱۴ آوریل ۲۰۰۵، CPN (مائوئیست) خواستار بستن تمام مدارس خصوصی شد، اگرچه این درخواست در ۲۸ آوریل لغو شد. به دنبال این تقاضا، در روز ۱۵ آوریل، دو مدرسه در غربی نپال، مدرسه ای در نپالگنج، ولسوالی Banke در ۱۷ آوریل و یک مدرسه در Kalyanpur, Chitwan در ۲۱ آوریل هدف حمله با بمب قرار دادند. گزارش‌ها حاکی از آن است که کادرهای CPN (مائوئیست) یک بمب را در میان دانش آموزان در یک مدرسه در Khara, Rukum قرار دادند.

#### ارتش سرخ ژاپن
ارتش سرخ ژاپن (JRA) در سال ۱۹۶۹ به عنوان «جبهه ارتش سرخ» توسط دانش آموزان بی تجربه با حزب کمونیست تأسیس شد. در سال ۱۹۷۰، آن‌ها هواپیمایی را به کره شمالی ربودند، که در آن نه تن از اعضای آن‌ها به سر می‌بردند. در طی پاکسازی داخلی، ۱۴ عضو کشته شدند. در سال ۱۹۷۱، JRA تغییر نام داد که با جبهه مردمی آزادی فلسطین ارتباط برقرار کرده و پایه ای را در لبنان ایجاد کرد. اقدامات تروریستی اصلی آن‌ها شامل حمله مسلحانه به فرودگاه تل آویو، هواپیماهای بلند پروازی به لیبی و بنگلادش، آدم‌ربایی سفیر فرانسه در لاهه و بمب‌گذاری یک باشگاه ورزشی در ایالات متحده در ناپل ایتالیا بود. در اواسط دهه ۱۹۹۰ میزان فعالیت آن‌ها کاهش یافته و وزارت امور خارجه ایالات متحده دیگر آن‌ها را تهدید تروریستی نکرد. در سال ۲۰۰۱، رهبر آن‌ها انحلال گروه را اعلام کرد، هر چند برخی از اعضای آن در زندان بودند و تعدادی دیگر هنوز توسط پلیس تحت تعقیب بودند.

### اروپا
به‌طور معمول سازمان‌های تروریستی چپ و مبتنی بر شهر کوچک و کوچک در اروپا متعهد به سرنگونی دولت‌های کشورشان و جایگزینی آن‌ها با رژیم‌هایی هستند که توسط ایدئولوژی مارکسیست لنینیستی هدایت می‌شوند. گرچه هیچ‌کدام از آن‌ها در دستیابی به اهداف خود موفق نبوده‌اند، اما این مشکلات امنیتی جدی در آلمان، بلژیک، ایتالیا، یونان، فرانسه، ترکیه، پرتغال و اسپانیا ایجاد شده‌است.

#### عمل مستقیم
عمل مستقیم(Action Directe) در سال‌های ۱۹۷۹ تا ۱۹۸۷ در فرانسه فعالیت داشت. بین سال‌های ۱۹۷۹ و ۱۹۸۵، آن‌ها بر بمب‌گذاری‌های غیر مرگبار و نابودی ساختمان‌های دولتی متمرکز بودند، هر چند که یک مقام وزارت دفاع فرانسه را ترور کردند. پس از دستگیری برخی از اعضای آن، سازمان افت کرده و غیرفعال شد. دولت فرانسه این گروه را ممنوع کرده‌است.

#### سلول‌های مبارزه کمونیستی
سلول‌های مبارزه کمونیستی (CCC) در سال ۱۹۸۲ در بلژیک توسط پیر کارت (Pierre Carette) تأسیس شد. با حدود ده عضو، CCC فعالیت‌های خود را از طریق یک سری سرقت‌های بانکی تأمین مالی کرد. طی ۱۴ ماه، آن‌ها ۲۰ حمله علیه اموال، عمدتاً سازمان‌های پیمان آتلانتیک شمالی (ناتو) انجام دادند. علی‌رغم تلاش آن‌ها برای اجتناب از کشتار، در اثر این حملات، تلفات جانی ایجاد شد. پس از آنکه کارت و برخی دیگر از اعضای آن‌ها در سال ۱۹۸۵ دستگیر شدند، گروه فعالیت‌های خود را متوقف کرد. کارت ۱۷ سال حبس تعزیری را تحمل کرد، هرچند همکارانش که با او محکوم شده بودند، قبل از او آزاد شدند.

#### اولین گروه مقاومت ضد فاشیستی در اکتبر
اولین گروه مقاومت ضد فاشیستی (GRAPO) یک گروه تروریستی مائوئیسم در اسپانیا بود که در سال ۱۹۷۵ تأسیس شد. از زمان آغاز سال ۲۰۰۷، ۸۴ تن از جمله پلیس، پرسنل نظامی، قضات و غیرنظامیان را ترور کردند. هدف عملیات‌های آن‌ها در ابتدا سیاسی بود، بعدها، به‌طور عمده برای اخاذی مالی انجام می‌گرفت. آخرین حمله آن‌ها در سال ۲۰۰۶، هنگامی که ستیزه‌جویان GRAPO به ضرب گلوله، آنا ایزابل هرروو، صاحب یک سازمان کاری موقت در ساراگوسا، را ترور کردند بود.

#### نیروهای ویژه ۲۵ آوریل
نیروهای مردمی ۲۵ آوریل (FP-25) در پرتغال تحت رهبری سرهنگ اتلو سارایوا د کاروالهو (Otelo Saraiva de Carvalho) تشکیل شد. نام FP-25 را پس از کودتای نظامی سال ۱۹۷۴ که رژیم راست‌گرا را که از سال ۱۹۲۶ به پرتغال حکومت می‌کرد سرنگون کرد را برای خود درگزیدند، هدف آن‌ها سرنگون کردن دولت پرتغال و ایجاد یک دولت مارکسیستی بود و یک سری ترورها و حملات بمبگذاری علیه دولت پرتغال انجام دادند. آن‌ها در اواسط دهه ۱۹۸۰ فعالیت خود را متوقف کردند.

#### فراکسیون ارتش سرخ
فرماندهی فراکسیون ارتش سرخ (RAF) از گروه بادر مین هوف در آلمان گسترش یافته بود و چندین حمله تروریستی در دهه ۱۹۷۰ انجام داد و بیش از ۲۰ سال فعال بود. RAF به سلول‌های کوچک تقسیم شده و ارتباطی با جبهه مردمی آزادی فلسطین و کارلوس شالاک داشت. گرچه رهبران این گروه از جمله گودرن انسلین، آندریاس بادر و اولریکه ماینهوف در سال ۱۹۷۲ دستگیر شدند، اما حملات عمده ای شامل آدم‌ربایی و ربودن انجام دادند. در ۷ آوریل ۱۹۷۷، اعضای ناشناخته RAF، یک ژنرال دادگستری، زیگفرید بوباک، یک نازی سابق را به قتل رساندند.

#### بریگاد سرخ
بریگاد سرخ در اوت ۱۹۷۰ تأسیس شد، عمدتاً توسط اعضای سابق جنبش جوانان کمونیست که از حزب اصلی خود به دلیل دیدگاه افراط گرایانه اخراج شده بودند. بریگاد سرخ بزرگترین گروه تروریستی در ایتالیا بود که هدف آن سرنگونی دولت و جایگزینی آن با سیستم کمونیستی بود.

#### سازمان انقلابی ۱۷ نوامبر
سازمان انقلابی ۱۷ نوامبر (همچنین به نام 17N یا N 17 نامیده می‌شود) یک سازمان تروریستی شهری طولانی مدت بود که در یادبود یک شورش سال ۱۹۷۳ علیه دولت یونان تأسیس شد. تا سال ۲۰۰۱، این گروه ۲۳ نفر را کشته بود، از جمله مقامات آمریکایی، مقامات ناتو و سیاستمداران، قضات و بازرگانان یونان. تلاش‌های پلیس یونان، سازمان اطلاعات مرکزی (سیا) و اسکاتلندیارد برای تحقیق در این گروه، ناموفق بود. این گروه در سال ۲۰۰۲ پس از آنکه یکی از اعضای آن توسط بمبی که حمل می‌کرد، زخمی شد، دستگیر شد. این گروه به عنوان یک سازمان تروریستی توسط دولت یونان، ایالات متحده و آژانس‌های قانون بین‌الملل، شناخته شده‌است.

#### حزب آزادی مردم انقلابی / جبهه
حزب آزادی‌بخش انقلاب / جبهه، حزب مارکسیست لنینیستی در ترکیه است. ایالات متحده، انگلیس و اتحادیه اروپا آن را به عنوان یک سازمان تروریستی طبقه‌بندی کرده‌اند. در سال ۲۰۰۷، اداره مبارزه با تروریسم و اداره امنیت، آن را در میان ۱۲ سازمان تروریستی فعال در ترکیه قرار داده‌است. این گروه یکی از ۴۴ نامی است که در لیست وزارت امور خارجه ایالات متحده در سال ۲۰۰۸ سازمان‌های تروریستی خارجی ذکر شده‌است. یکی از ۴۸ گروه و نهادها که در آن موقعیت مشترک ایالات متحده 2001/931 / CFSP در خصوص اقدامات خاص برای مبارزه با تروریسم و یکی از ۴۵ سازمان تروریستی بین‌المللی در لیست گروه‌های تروریستی منعطف دفتر خانه انگلستان می‌باشد.